# 시라스 지로
시라스 지로(일본어: 白洲 次郎, 1902년 2월 17일 - 1985년 11월 28일)는 일본의 실업가이다. 효고현 아시야시 출신, 제2차 세계대전 직후 GHQ 지배하의 일본에서 요시다 시게루의 측근으로 활약했으며, 무역청(貿易庁, 현 통상산업성) 초대청장, 요시다 정권 붕괴 후 도호쿠 전력의 회장 직을 역임하는등, 많은 일본 기업의 임원을 역임하였다. 부인은 작가 및 수필가인 시라스 마사코(白洲正子, 백작 가바야마 아이스케의 딸)이다.